# Émeutes de Gabès
Les émeutes de Gabès (19-20 mai 1941) ont visé la communauté juive de Gabès, en Tunisie française,,. Exception notable aux relations relativement bonnes entre juifs et musulmans dans la ville, il s'agit de la pire flambée de violence contre les juifs en Afrique du Nord pendant la Seconde Guerre mondiale.

## Contexte historique
Gabès, comme Kairouan, avait été un centre juif important au cours du Moyen Âge. Malgré les fréquentes attaques des bédouins de l'arrière-pays, les relations judéo-musulmanes à Gabès étaient relativement bonnes. La communauté de Gabès était sous l'influence de Djerba, qui s'opposait à l'influence étrangère et ne permettait pas l'établissement d'écoles de l'Alliance israélite universelle.
Haïm Houri, grand rabbin de Gabès, soutenait le sionisme et avait de bonnes relations avec ses collègues rabbins de la Palestine mandataire. Bien que les rabbins de Gabès aient une vision favorable du sionisme, il n'y a pas eu de mouvement sioniste organisé à Gabès avant la Seconde Guerre mondiale, avec la ḤerutṢion et le Betar, et les sionistes de Gabès n'ont pas voté aux Congrès sionistes mondiaux de 1931, 1933, ni même de 1946.

## Histoire
Haim Saadoun (he) décrit les émeutes de 1941 dans son ouvrage Encyclopedia of Jews in the Islamic World  de la manière suivante : 
Selon des rapports italiens, les troubles ont commencé dans la soirée du 19 mai, lorsqu'un Arabe a harcelé des jeunes filles juives. Quatre jeunes Juifs ont ensuite attaqué l'Arabe. Le lendemain, un groupe d'Arabes a riposté, tuant sept Juifs et en blessant vingt. L'émeute est finalement réprimée par les Français dans l'après-midi du 20 mai. Il est difficile de déterminer s'il s'agissait d'un incident isolé ou d'un signe de tensions croissantes entre les communautés. Les historiens restent divisés sur l'impact de l'émeute sur les relations judéo-musulmanes ultérieures. Des poèmes écrits par des Juifs après l'émeute, exprimant une profonde tristesse et un désir de vengeance, démontrent que celle-ci a eu un impact indélébile sur la mémoire collective de la communauté juive de Gabès.
Outre les sept Juifs tués initialement, un policier a également été tué.
Robert Satloff (en) a décrit les émeutes comme un pogrom qui a commencé par une attaque de trente Arabes contre une synagogue, peut-être motivés par la chute potentielle du Premier ministre pro-nazi Rachid Ali al-Gillani en Irak.

## Témoignages de Yad Vashem
Satloff cite le témoignage à Yad Vashem de Tzvi Hadadd, un Juif de Gabès qui se souvient que sa mère s'est précipitée dehors pour chercher sa sœur, avant d'être agressée au moment où elle franchissait la porte d'entrée. Hadadd se souvient :

« Un Arabe l'a fait tomber et un autre l'a saisie et a essayé de lui trancher la gorge. »

Selon Irit Abramski de Yad Vashem, sur la base de 6 témoignages enregistrés par Yad Vashem, des dizaines d'hommes armés de couteaux et de caches ont "massacré tous les Juifs qu'ils pouvaient trouver" et ont saccagé les maisons et les villages juifs dans le quartier de Djara. D'autres témoins oculaires rapportent que les voisins des victimes se sont introduits dans les maisons où les Juifs se cachaient, les ont tués et ont volé les objets des Juifs. Un juif de Gabès, Tzvi Hadadd, se souvient que sa mère s'est précipitée dehors pour chercher sa sœur et qu'elle a été agressée au moment où elle franchissait la porte d'entrée.